# Tsjechisch Filharmonisch Orkest

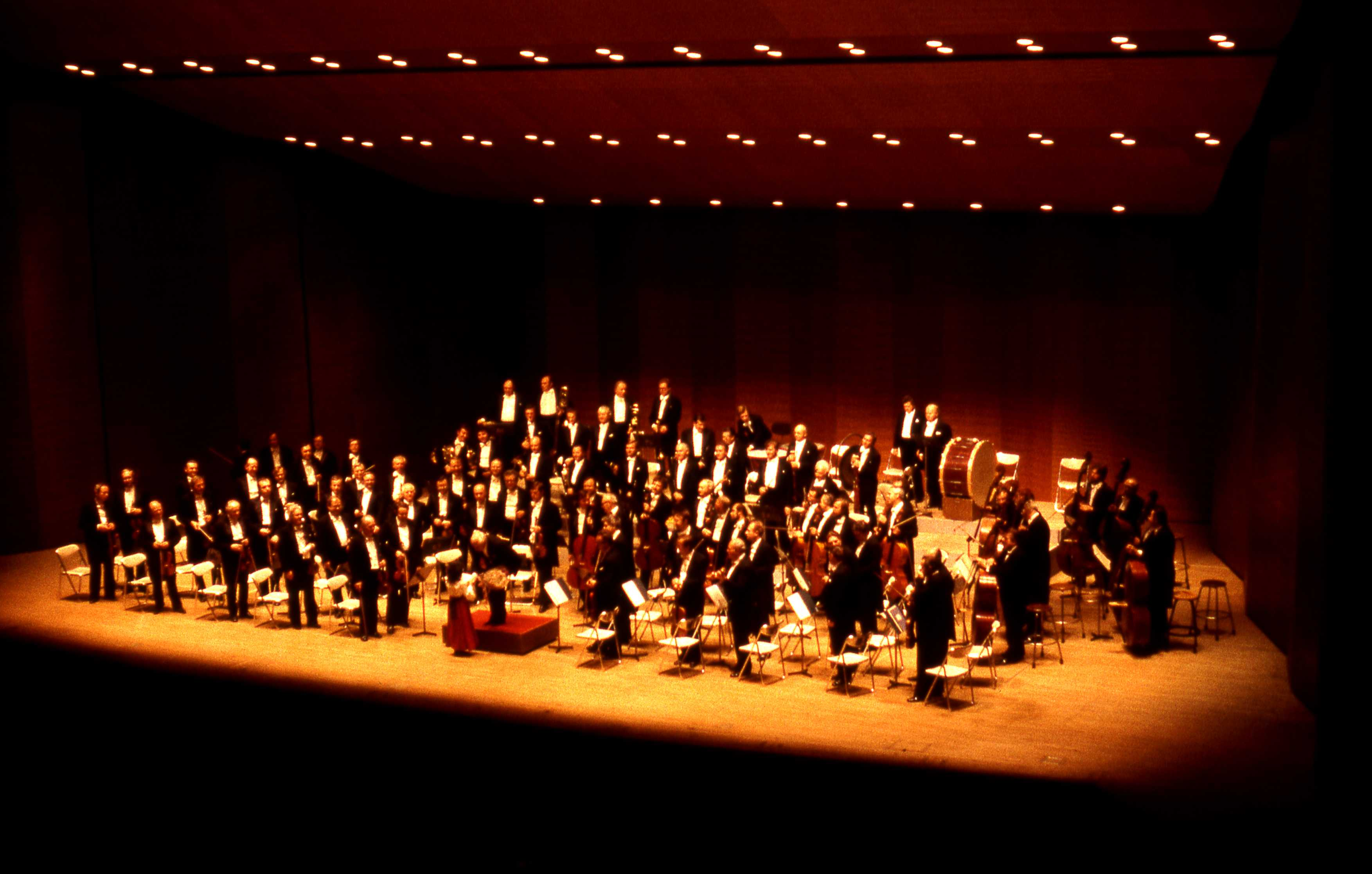
Met Václav Neumann in Japan, 1982

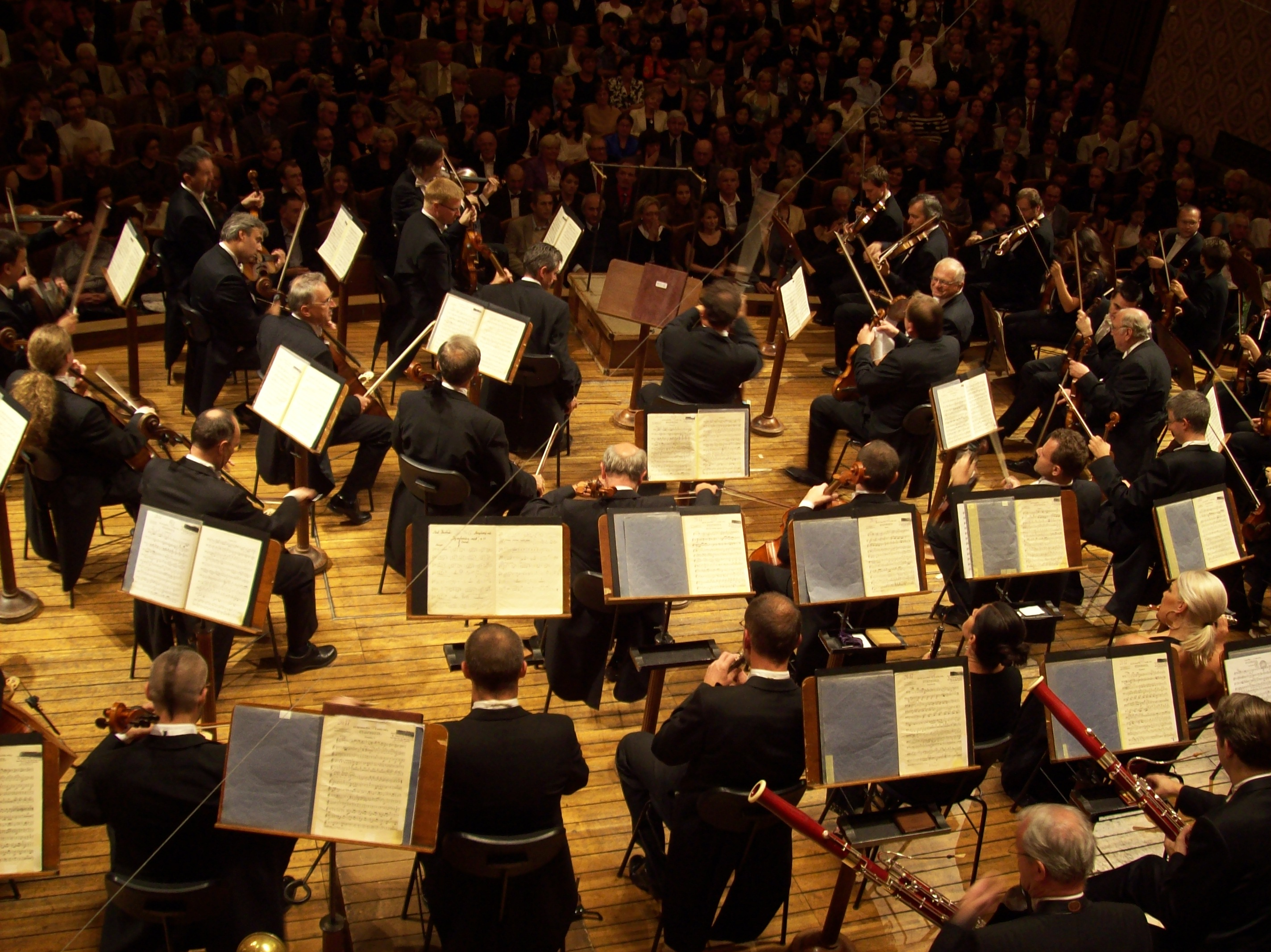
2011

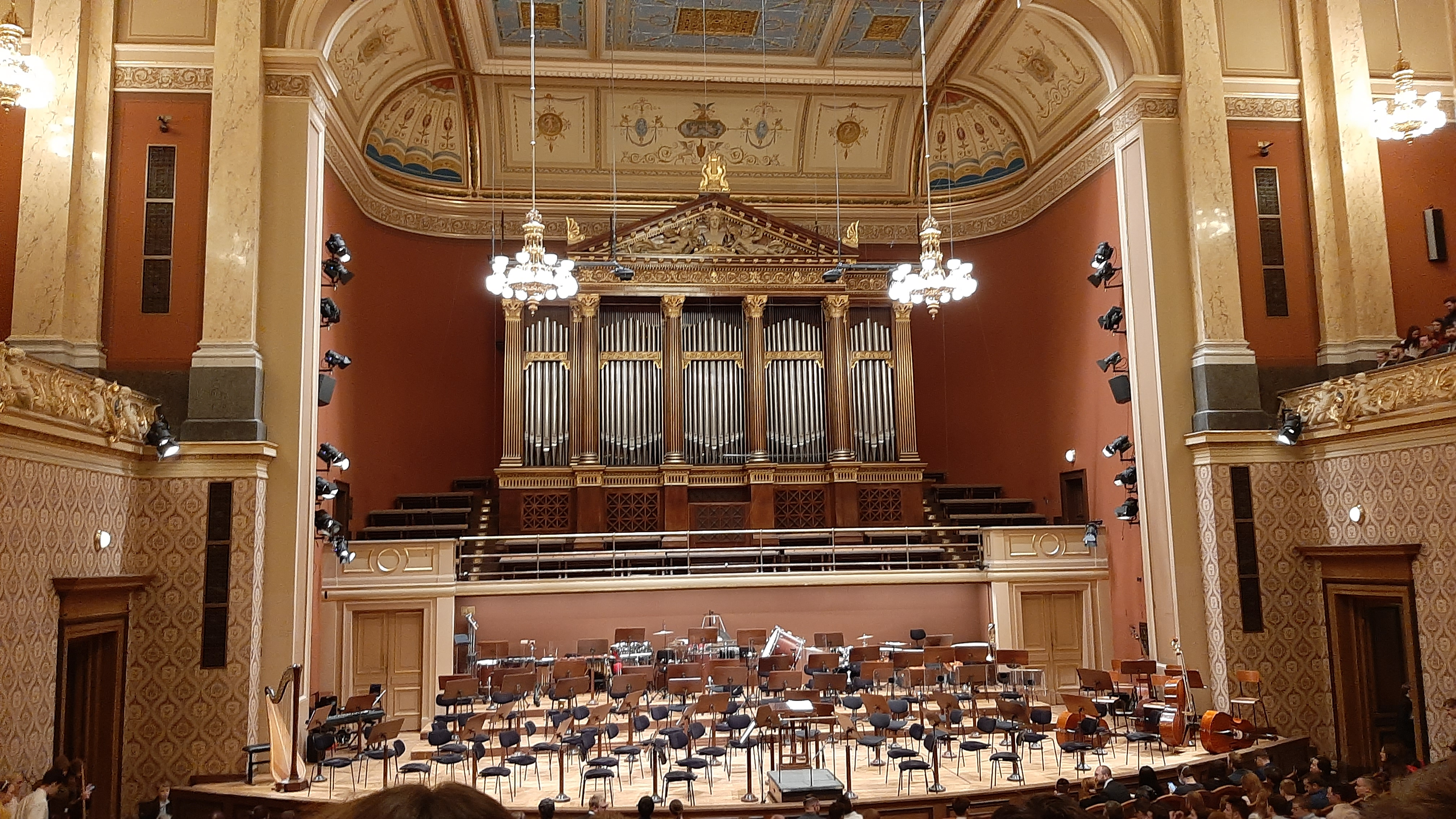
Interieur van het Rudolfinum

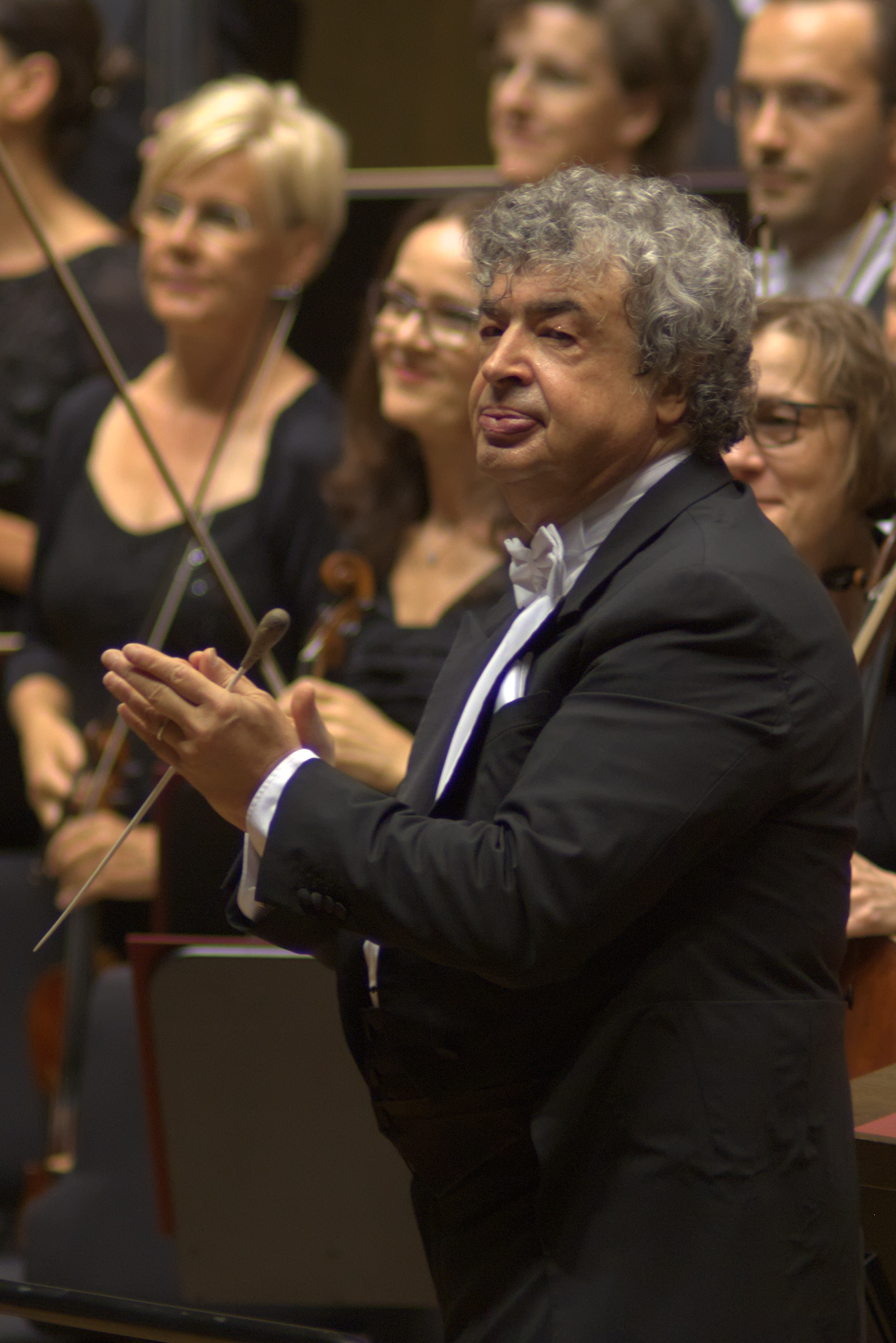
Semyon Bychkov, chefdirigent sinds 2019

Het Tsjechisch Filharmonisch Orkest (Tsjechisch: Česká filharmonie) is een symfonieorkest uit Praag en het beroemdste orkest van Tsjechië. Het thuispodium van het orkest is het Rudolfinum.
Het Tsjechisch Filharmonisch Orkest werd opgericht door leden van het orkest van het Nationaal Theater. Het eerste concert onder de huidige naam werd gegeven op 4 januari 1896. Bij dit concert dirigeerde Antonín Dvořák zijn eigen composities. Uiteindelijk werd het orkest in 1901 geheel onafhankelijk van het Nationaal Theater. In 1908 dirigeerde Gustav Mahler de wereldpremière van zijn Zevende Symfonie. Het orkest werd internationaal bekend onder leiding van Václav Talich, die van 1919 tot 1931 en van 1933 tot 1941 chef-dirigent van het Praagse orkest was.
In 2006 werd het Tsjechisch Filharmonisch Orkest in een door het Franse tijdschrift Le Monde de la Musique georganiseerde enquête in de top 10 van de beste orkesten van Europa gekozen.
Het orkest werkt geregeld samen met de Duitse componist Hans Zimmer, die de soundtracks heeft verzorgd van diverse grote films, zoals Pearl Harbor en The Lion King. Ook heeft het orkest een goede band met de Efteling; het orkest verzorgde de soundtracks voor De Vliegende Hollander, Joris en de Draak, de padenmuziek en de in 2017 geopende darkride Symbolica.

## Chef-dirigenten
| - 1901-1903 Ludvík Čelanský - 1903-1918 Vilém Zemánek - 1919-1931 Václav Talich - 1933-1941 Václav Talich - 1942-1948 Rafael Kubelík - 1950-1968 Karel Ančerl - 1968-1989 Václav Neumann | - 1990-1992 Jiří Bělohlávek - 1993-1996 Gerd Albrecht - 1996-2003 Vladimir Ashkenazy - 2003-2007 Zdeněk Mácal - 2009-2011 Elijahu Inbal - 2012-2018 Jiří Bělohlávek - 2019-heden Semyon Bychkov |

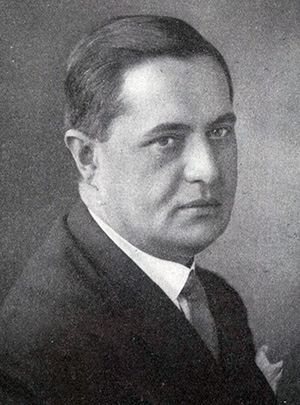
Václav Talich 1919-1941
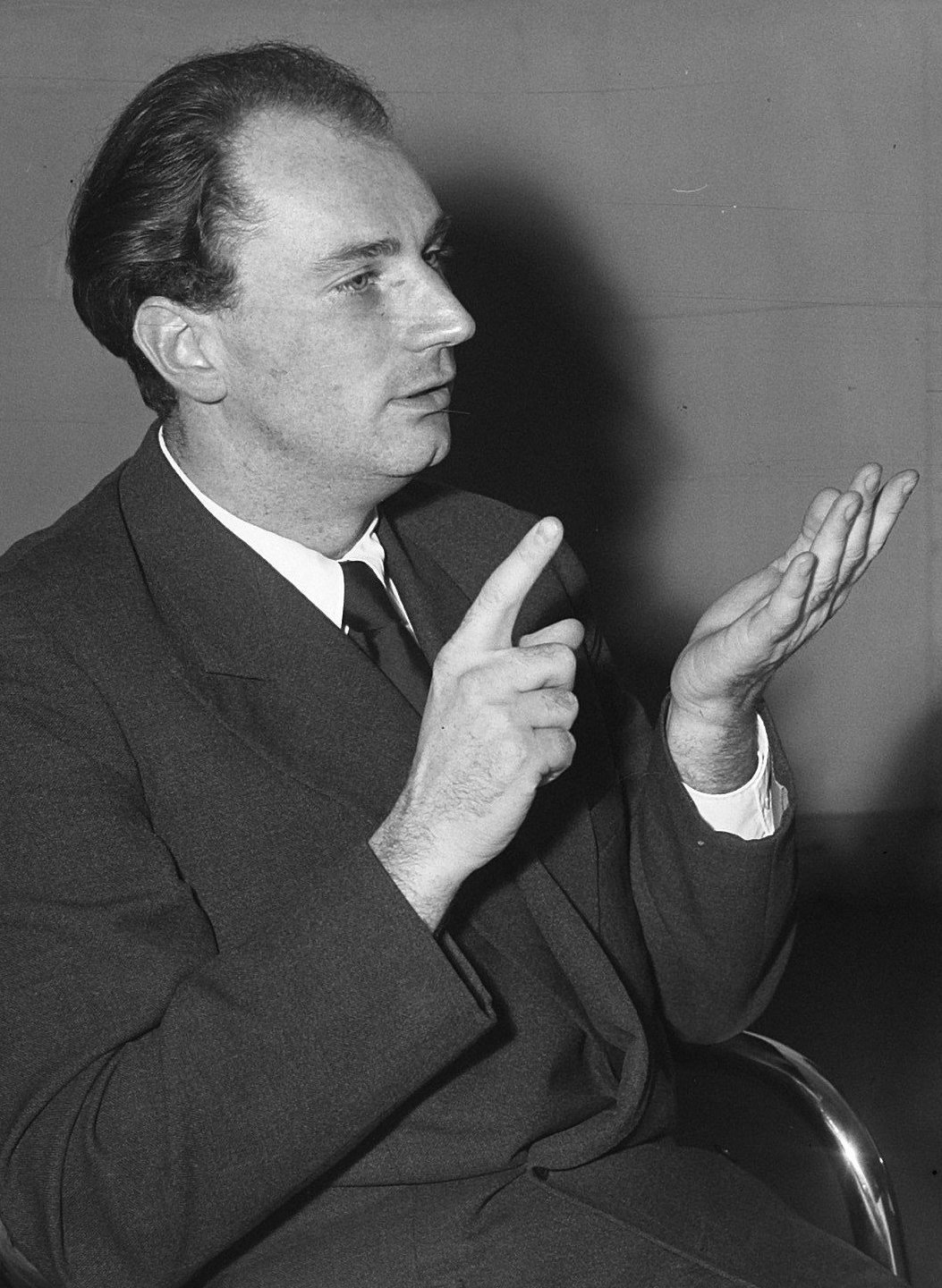
Rafael Kubelík 1942-1948
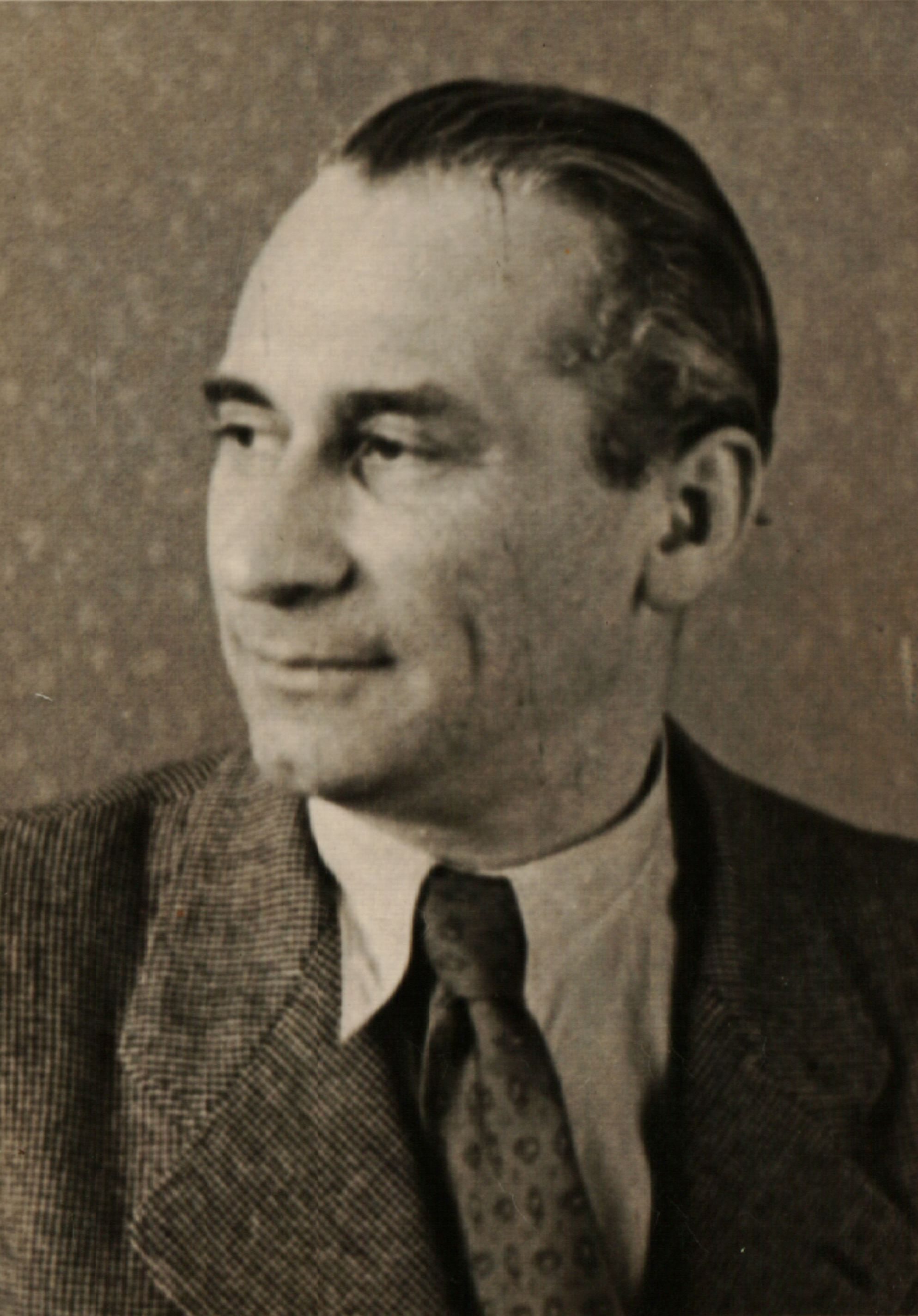
Karel Ančerl 1950-1968
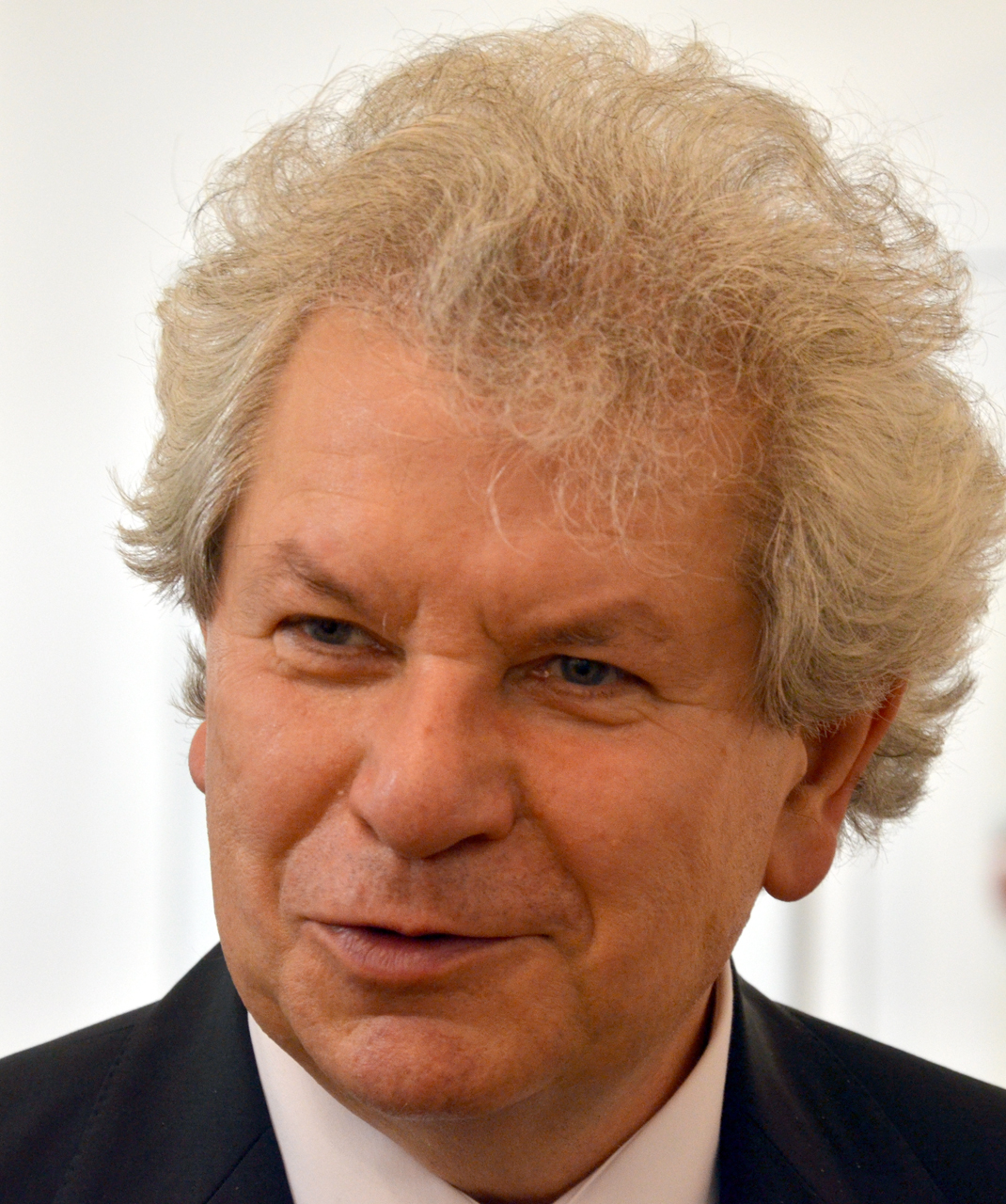
Jiří Bělohlávek 1990-1992, 2012-2018